# Kelavarkoppa, Hangal
Kelavarkoppa là một làng thuộc tehsil Hangal, huyện Haveri, bang Karnataka, Ấn Độ.